# Тит Герминий Аквилин
Тит Герминий Аквилин (лат. Titus Herminius Aquilinus) — политический деятель первых лет Римской республики, консул 506 до н. э., участник героической обороны Свайного моста во время войны с царем Клузия Ларсом Порсенной, полководец Первой Латинской войны.

## Происхождение и семья
Тит Герминий Аквилин происходил из патрицианского рода Герминиев этрусского происхождения.

## Биография

### Изгнание царей и установление республики
Согласно Дионисию Галикарнасскому, Тит Герминий сыграл важную роль в свержении последнего римского царя Тарквиния Гордого. Когда в 509 году до н. э. Тарквиний отправился на войну против ардеатов, Тит Герминий был одним из предводителей его войска. После того, как в Риме началось восстание против царя, Тарквиний оставил в военном лагере вместо себя заместителями Тита Герминия и Марка Горация Пульвилла, а сам отправился в Рим. Однако в город его не пустили, а Марк Гораций и Тит Герминий, получившие письма от консулов Луция Юния Брута и Луция Тарквиния Коллатина, призывавших воинов в лагере отринуть тирана, огласили письма на военной сходке и общим решением отказались пустить Тарквиния в военный лагерь. После этого они заключили с ардеатами перемирие на 15 лет и вернулись с войском в Рим.

### Война с Порсенной. Оборона Свайного моста

Оборона Рима от Порсенны

Царь Рима Тарквиний Гордый не смирился со своим изгнанием и стал искать помощь у царя города Клузий Ларса Порсенны, который вступился за Тарквиния и объявил римлянам войну.
Несмотря на то, что римляне тщательно подготовили холм Яникул к обороне, Порсенна с легкостью его взял и оттуда пошел к Свайному мосту, возле которого расположилась римская армия. Правым флангом этой армии командовали Тит Герминий Аквилин и Спурий Ларций Флав. Завязалась долгая битва, одна сторона долго не уступала другой, однако вскоре сказалось численное преимущество армии Порсенны. Сначала бежал левый римский фланг, состоящий из молодых граждан, затем правый, состоящий из пожилых, а затем все римское войско бросилось бежать по узкому мосту. Если бы нападавшие прошли за римлянами, то они бы овладели городом, так как с этой стороны Рим был совершенно беззащитен.

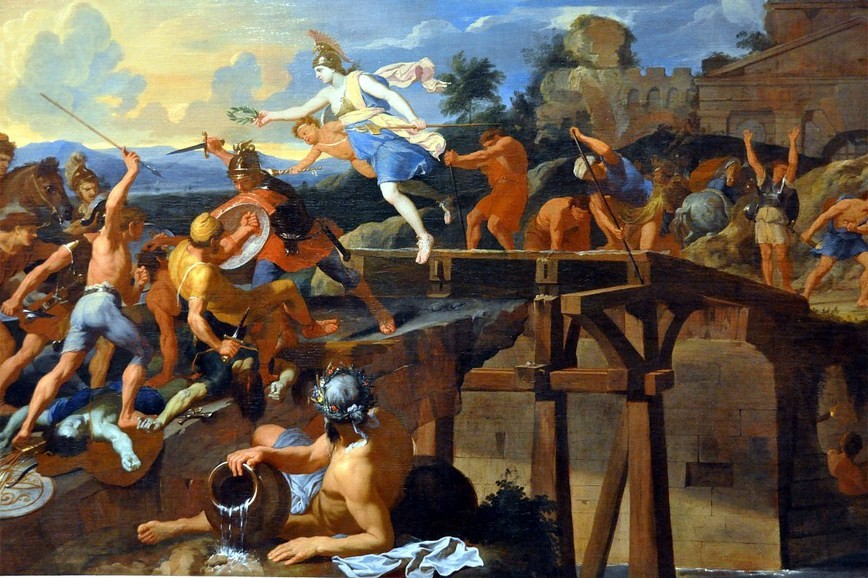
Гораций Коклес, защищающий Свайный мост. Картина кисти Шарля Лебре́на, ок. 1643; Лондон, Далиджская картинная галерея

Однако этого не случилось, так как три человека стали решили удерживать этот мост ото всей армии Порсенны. Этими людьми были Спурий Ларций, Тит Герминий и Публий Гораций Коклес, племянник тогдашнего консула Марка Горация Пульвилла. На узком мосту противник не мог атаковать их всеми силами, а потому даже три человека были для него серьезной помехой. Когда же все отступившие добрались до другого берега, Коклес сказал остальным идти туда же и обрушить мост. Также он попросил перед самым обрушением моста подать ему какой-нибудь сигнал, дабы он смог попытаться спастись. Пока Спурий Ларций и Тит Герминий шли к другому берегу, Коклес уже в одиночку противостоял воинам Порсенны. Те не смогли одолеть его в ближнем бою и решили закидать его дротиками. Однако Коклес был трудноуязвим, так как он был скрыт за щитом и грудой тел павших этрусков. Воинам Порсены удалось нанести ему несколько ран, однако они не смогли его убить. Тем временем Спурий и Тит добрались до другого берега и исполнили все так, как сказал Коклес. Увидев сигнал, Коклес прыгнул в реку и переплыл её вместе с оружием. В тот же момент мост рухнул, и Рим не был захвачен в тот день.

### Доставка продовольствия осажденному Риму
После начатой Порсенной осады города, сопровождавшейся разорением округи, в Риме стала ощущаться нехватка продовольствия. Тогда Тит Герминий и Спурий Ларций были направлены в Помптинскую равнину, чтобы пополнить запасы хлеба, и эту задачу им удалось успешно выполнить.

### Консульство
В 506 году до н. э. Тит Герминий и Спурий Ларций стали консулами.

### Первая Латинская война. Гибель
Во время Первой Латинской войны Тит Герминий был одним из полководцев римского войска в должности легата. В битве у Регильского озера после ранения Тита Эбуция и гибели Марка Валерия он вступил в поединок с неприятельским полководцем Мамилием и сразил его. Во время снятия доспехов с поверженного Мамилия получил смертельное ранение и скончался от раны в лагере, куда его принесли для перевязки. По сообщению Тита Ливия это произошло в 499 году до н. э., Дионисий Галикарнасский относит это событие к 496 году до н. э.